# Шмальц, Эдуард
Эдуард Шмальц (18 мая 1801, Ломмач — 24 мая 1871, Дрезден) — немецкий врач и научный писатель. 
В 1827 году получил докторскую степень  по медицине, затем был практикующим медиком в Лейпциге, Дрездене, Кенигсберге. Оставил много научных работ, главным образом по ушным болезням и глухонемоте. 
Основные работы: «Tabulae XIX anatomiam entozoorum illustrantes» (Дрезден и Лейпциг, 1831); «Kurze Geschichte und Statistik der Taubstummenanstalten und des Taubstummenunterichtes» (Дрезден, 1830); «Ueber die Taubstummen und ihre Bildung… nebst Anleitung zur zweckmässigen Erziehung der taubstummen Kinder in elterl. Hause» (Дрезден и Лейпциг, 1838; 2-е издание — 1848); «Fassliche Anleitung, die Taubstummheit in den ersten Lebensjahren zu erkennen und möglichst zu verhüten» (ib., 1840); «Ueber das Absehen des Gesprochenen» (ib., 1841; 3-е издание — 1851); «Ueber die Erhaltung des Gehöres, oder das Wichtigste über den Bau… und über die vorzgülicheren Hörmaschinen» (Дрезден и Лейпциг, 1837; 3-е издание — 1846; 10-е издание — 1867; на французском языке — 2-е издание в 1839 году); «Erfahrungen über die Krankheiten des Gehörs und ihre Heilung» (Лейпциг, 1846); «Beiträge zur Gehör- und Sprachheilkunde» (ib., 1846—1848); «Die Behandlung des Ohrflusses in diätet. und ärztl. Hinsicht» (Дрезден, 1863).